# Dries (plein)

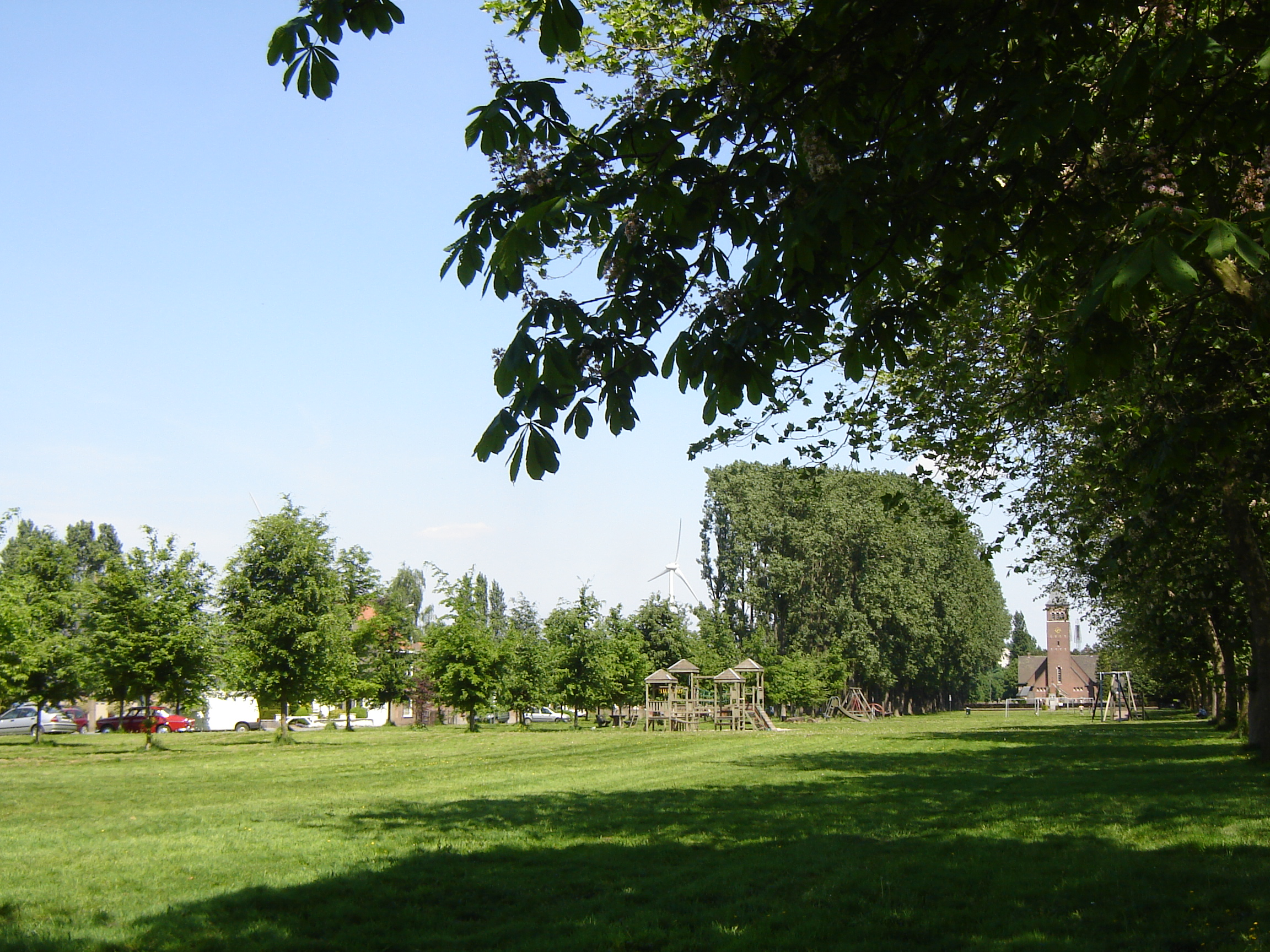
Uitgestrekte dries in Doornzele

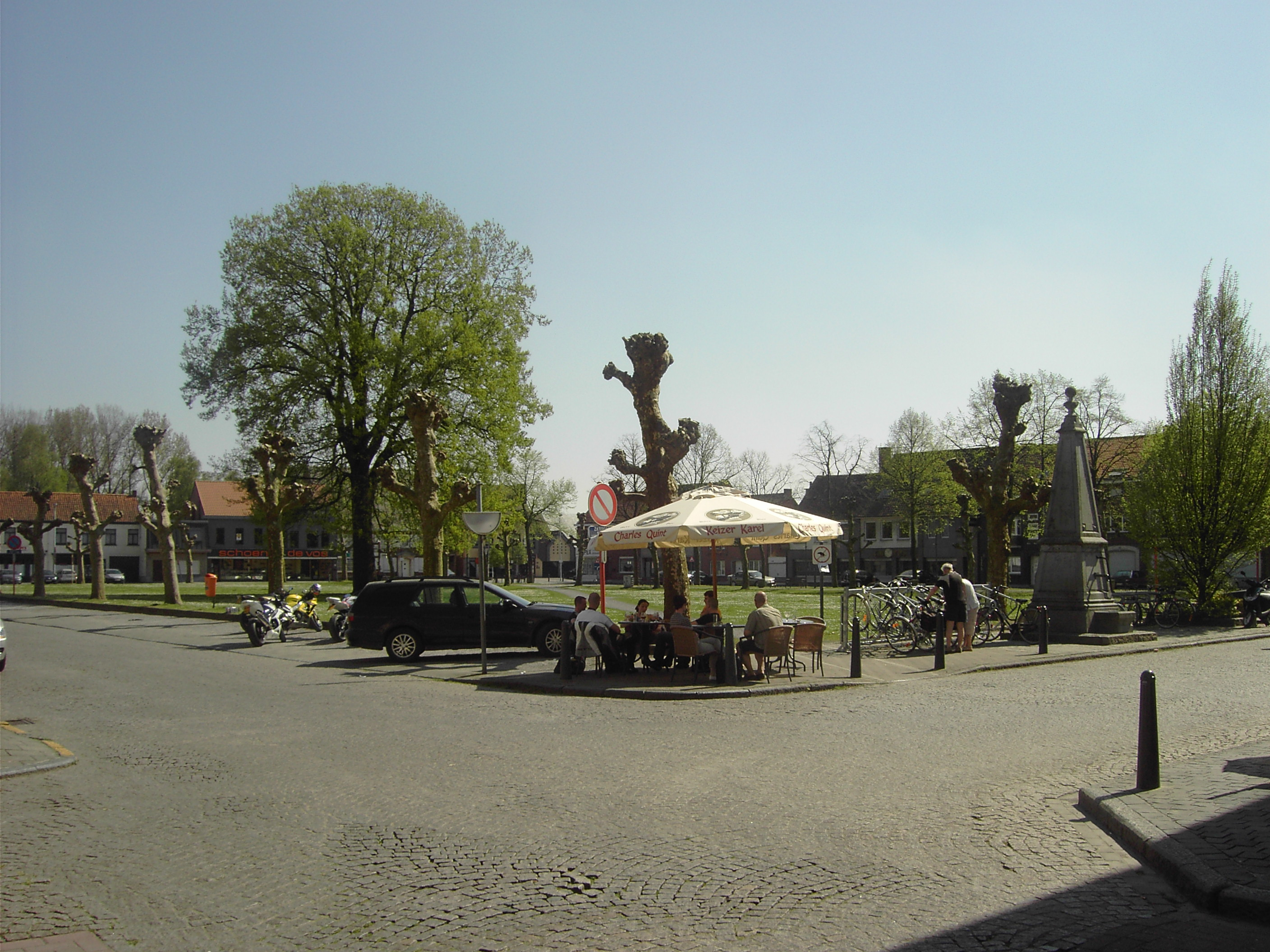
"Den Dries", het dorpsplein in Sinaai

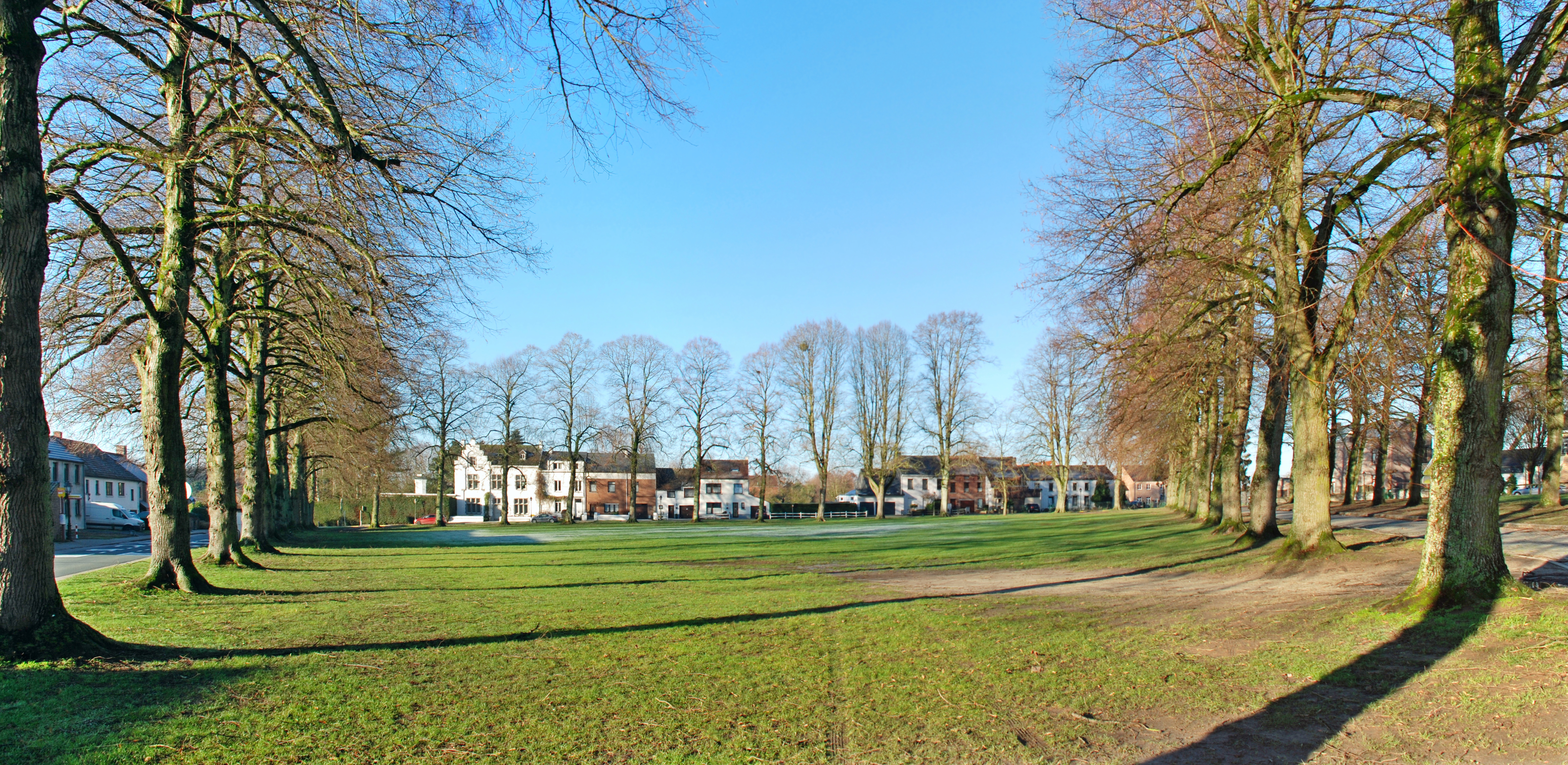
Place Communale, dries in Céroux

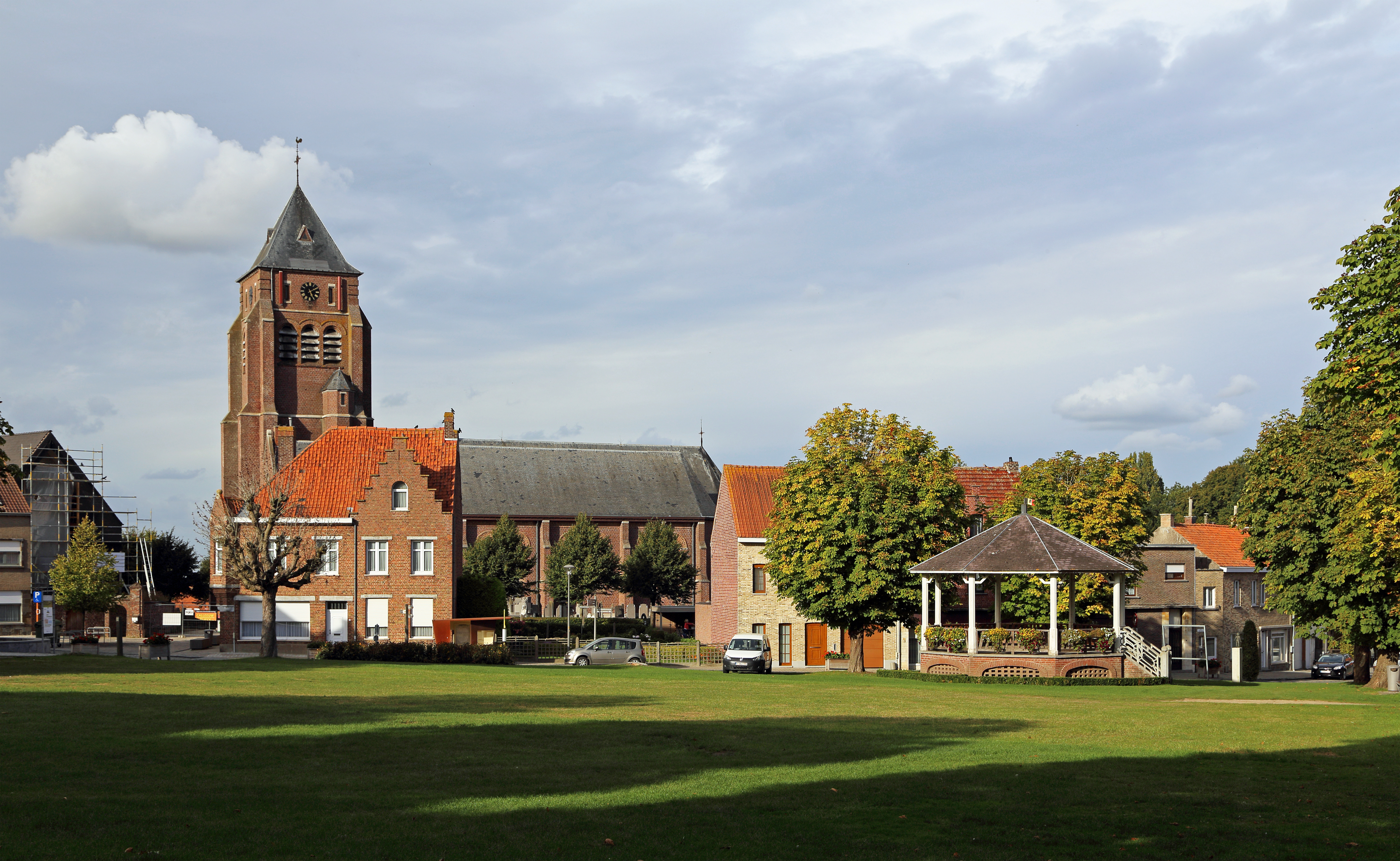
Dries in Kemmel

Dries is een toponiem, het komt als driesch al voor in een 13e-eeuws Vlaams document en betekent dan 'braakliggend weiland'. Dit evolueert tot naam voor een  nederzettingsvorm in Vlaanderen en Zuid-Nederland. Bij een dries vindt men huizen rondom een centraal middenplein, dat meestal een driehoekige vorm heeft. In sommige streken heeft het middenplein eerder een langwerpige vorm. Dit middenplein deed in de middeleeuwen dienst als gemeenschappelijke weide (meent) voor het vee en als plaats waar men mocht planten, dus men mocht er niet op bouwen. Bij een dries is ook vaak een drinkpoel gelegen. Rondom de dries stonden meestal de belangrijkste boerderijen van het dorp met enkele aanhorig kleinere huizen. De driehoekige vorm liet toe dat het vee 's nachts bijeen kon worden gedreven door slechts op drie plaatsen te moeten afsluiten. Meestal ziet men dat de kerk net buiten een van de punten van de driehoek is gelegen. Dorpen ontstaan rond een dries worden ook wel driesdorpen genoemd.
Het begrip dries kan nog in plaatsnamen of aanduidingen teruggevonden worden. Zo heeft Doornzele de  'Doorezeelendriesch'. In Mechelen, Gent en Maastricht kent men de Ganzendries.
Op den Dries is een familienaam en komt ook als straatnaam voor. Ook veel voorkomende familienamen zoals Van den Driessche of Van Driessche verwijzen naar een dries.

## Voorbeelden
Verschillende van deze driesen zijn als dorpsgezicht of landschap beschermd.
- Aaigem: Aaigemdries/Landries
- Céroux: Place Communale
- Denderhoutem
- Destelbergen: Dries (en Drieswegel)
- Doornzele: Doornzele Dries
- Dries (Millen): gehucht
- Dries (Nevele): gehucht
- Drieslinter
- Driesum
- Elewijt: Wippendries
- Eijgelshoven: Op den Dries
- Haaltert - Terjodendries
- Halle: Berendries en Wolvendries
- Heist-op-den-Berg
- Herne: Barakkendries, Nattendries en Rendries (straatnamen)
- Hillegem: Dries
- Kaprijke: Voorstraat (het Plein heeft vermoedelijk nooit een driesfunctie gehad)
- Kemmel: Dries
- Mazenzele: De Dries
- Mechelen: Ganzendries en Geerdegemdries
- Nieuwerkerken bij Aalst
- Nistelrode: Over den dries (straatnaam)
- Opdorp: Dries
- Otterlo: sportpark De Dries
- Pamel (Roosdaal): Ledebergdries
- Peer: driehoekig marktplein
- Rijmenam: driehoekig dorpsplein
- Rodendries
- Sinaai: Dries
- Sint-Pauwels: Dries
- Slindonk: driesdorp
- Sombeke: heeft een dubbele driesstructuur rond een bovendries of Sombekedries en benedendries
- Ulbeek: driesdorp
- Valkenswaard: sportpark Den Dries
- Weert: Dries
- Westmeerbeek: dorpsplein
- Wijchen: Valendries
- Wondelgem: Vroonstalledries
- Zele: Dries (wijk in het centrum van de gemeente)
- Zonhoven: Schopdriesweg